# Convergència Socialista del País Valencià
Convergència Socialista del País Valencià (CSPV) fou un grup polític constituït a València l'octubre de 1975 de la confluència dels grups Socialistes Valencians Independents, Reconstrucció Socialista del País Valencià, Agrupament Socialista Valencià o el grup El Micalet, tots ells amb militants procedents del PSV i seguint un procés similar al que va fer Convergència Socialista de Catalunya. Intentà aplegar durant la transició el nacionalisme socialista valencià, però no aconseguiren aproximar als membres del PSPV. El 1976 arribà a tenir 400 afiliats. En l'Assemblea d'Almàssera de 6 de juny de 1976 convergirà amb els antics membres del GARS per a refundar el PSPV.